# Pseudagapostemon amabilis
Pseudagapostemon amabilis är en biart som beskrevs av Jesus Santiago Moure 1989. Pseudagapostemon amabilis ingår i släktet Pseudagapostemon och familjen vägbin. Inga underarter finns listade i Catalogue of Life.